# Waterbouwsteen
Waterbouwsteen, soms ook stortsteen genoemd, is breuksteen met steengewichten tussen de 100 en 10000 kg en geschikt is voor gebruik in de waterbouw. Maten en eigenschappen zijn vastgelegd in Europese Norm EN13383.

## Steenklassen

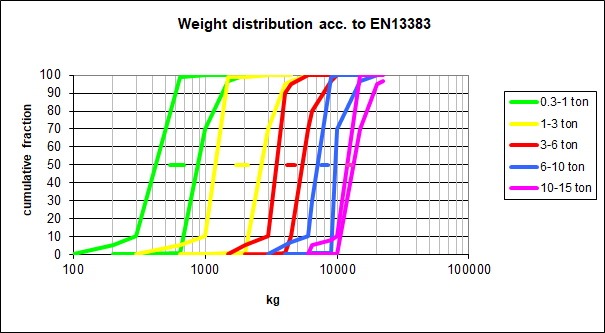
Verdeling HMA en HMB

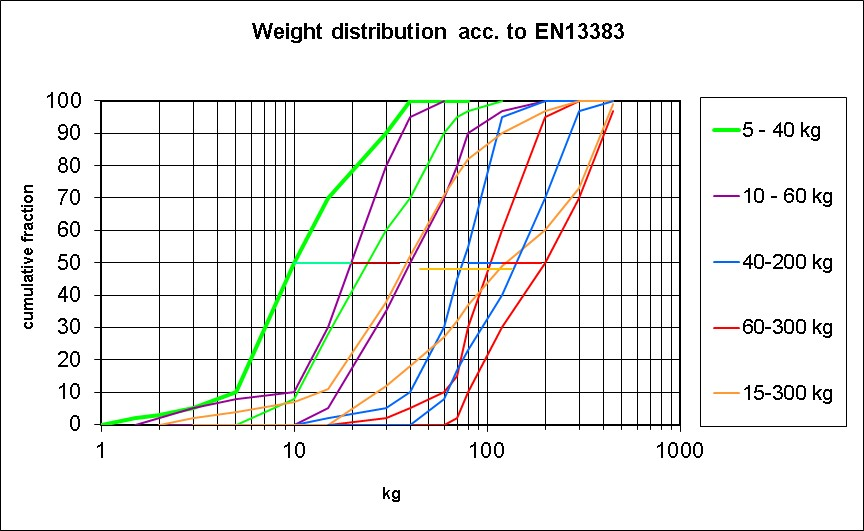
Verdeling LMA en LMB

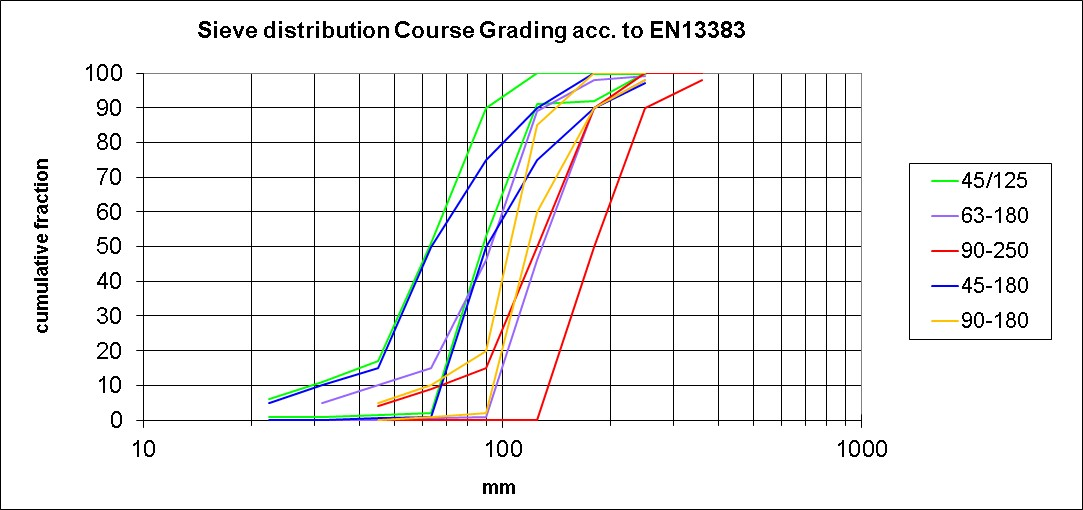
Verdeling CP

Waterbouwsteen is beschikbaar in gestandaardiseerde steenklassen, die beschreven worden door een onder- en een bovenwaarde van de steenmassa in deze klassen. Zo betekent klasse 60–300 dat maximaal 10% van de stenen lichter is dan 60 kg en maximaal 30% van de stenen zwaarder is dan 300 kg. Het normblad geeft ook nog waarden die niet door 5% onderschreden, c.q. 3% overschreden mogen worden.
Voor specifiek gebruik als toplaag voor een golfbreker of oeververdediging wordt vaak ook nog een eis gesteld aan de maat van het gemiddelde steenmassa (exclusief scherven), de MEM. Dit is dan een categorie A steen. Voor categorie B steen geldt dit niet. Er zijn twee groepen, onderverdeeld in de klassen HM en LM (Heavy en Light). Een steenklasse is dus volgens EN 13383 gedefinieerd als bijvoorbeeld HMA300–1000. Bijgaande grafieken geven een overzicht van alle steenklassen. Een verdeling die tussen de twee aangegeven krommen ligt, voldoet aan de eisen voor categorie B. Voor een categorie A moet de MEM op het kleine horizontale streepje liggen in de grafiek.
Daarnaast is er nog een steenklasse CP (Coarse) gedefinieerd. De klasse CP is kleiner dan LM, alhoewel de naam anders doet vermoeden. Dit komt omdat deze klasse identiek is aan de grofste klasse in de standaard voor breuksteen als toeslagmateriaal (aggregate). In de steenklase CP wordt de klasse niet aangegeven met kg, maar in mm. 
De norm kent geen vastgestelde waarden voor karakteristieke diameters waar vaak berekeningen mee worden uitgevoerd (D15, D50, D85). Deze worden vaak afgeleid op basis van Rosin-Rammler-krommes. Op grond van de basisinformatie uit de norm EN13383 kan de volgende tabel opgesteld worden:
| Klassenaam     | Range voor de MEM (kg) | Range voor de D50 (cm) | Ratio D85/D15 | Rekenwaarde voor Dn50 (cm) | Laagdikte (> 2Dn50) (cm) | Minimale storthoeveelheid bij 2Dn50 (kg/m²) |
| -------------- | ---------------------- | ---------------------- | ------------- | -------------------------- | ------------------------ | ------------------------------------------- |
| CP45/125       | 0,4–1,2                | 6,3–9,0                | 2,8           | 6,4                        | 20                       | 300                                         |
| CP63/180       | 1,2–3,8                | 9,0–12,5               | 2,8           | 9,0                        | 20                       | 300                                         |
| CP90/250       | 3,1–9,3                | 12,5–18                | 2,8           | 12,8                       | 20                       | 300                                         |
| CP45/180       | 0,4–1,2                | 6,3–9,0                | 4,0           | 6,4                        | 20                       | 300                                         |
| CP90/180       | 2,1–2,8                | 11–12                  | 2,0           | 9,7                        | 20                       | 300                                         |
| LMA5–40        | 10–20                  | 15–20                  | 1,7           | 17                         | 35                       | 525                                         |
| LMA10–60       | 20–35                  | 20–24                  | 1,5           | 21                         | 42                       | 630                                         |
| LMA40–200      | 80–120                 | 31–36                  | 1,5           | 34                         | 68                       | 1020                                        |
| LMA60–300      | 120–190                | 36–41                  | 1,5           | 38                         | 76                       | 1140                                        |
| LMA15–300      | 45–135                 | 26–37                  | 2,7           | 31                         | 62                       | 930                                         |
| HMA300–1000    | 540–690                | 55–64                  | 1,4           | 59                         | 118                      | 1770                                        |
| HMA1000–3000   | 1700–2100              | 86–92                  | 1,4           | 90                         | 180                      | 2700                                        |
| HMA3000–6000   | 4200–4800              | 117–122                | 1,2           | 118                        | 236                      | 3540                                        |
| HMA6000–10000  | 7500–8500              | 141–147                | 1,2           | 144                        | 288                      | 4320                                        |
| HMA10000–15000 | 12000–13000            | 165–170                | 1,2           | 168                        | 336                      | 5040                                        |

## Mediane steenmassaM50

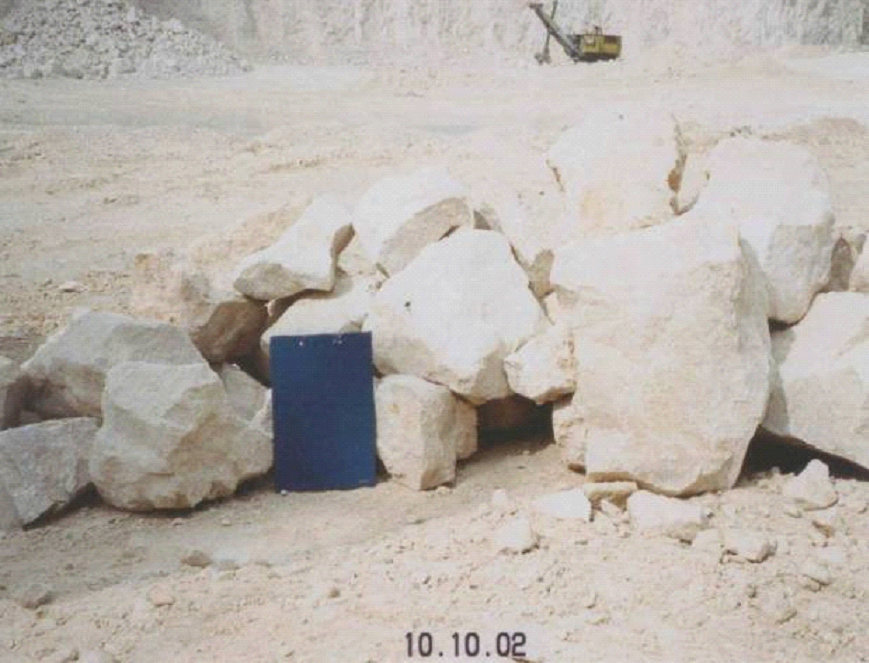
Steenmonster van 50 stenen

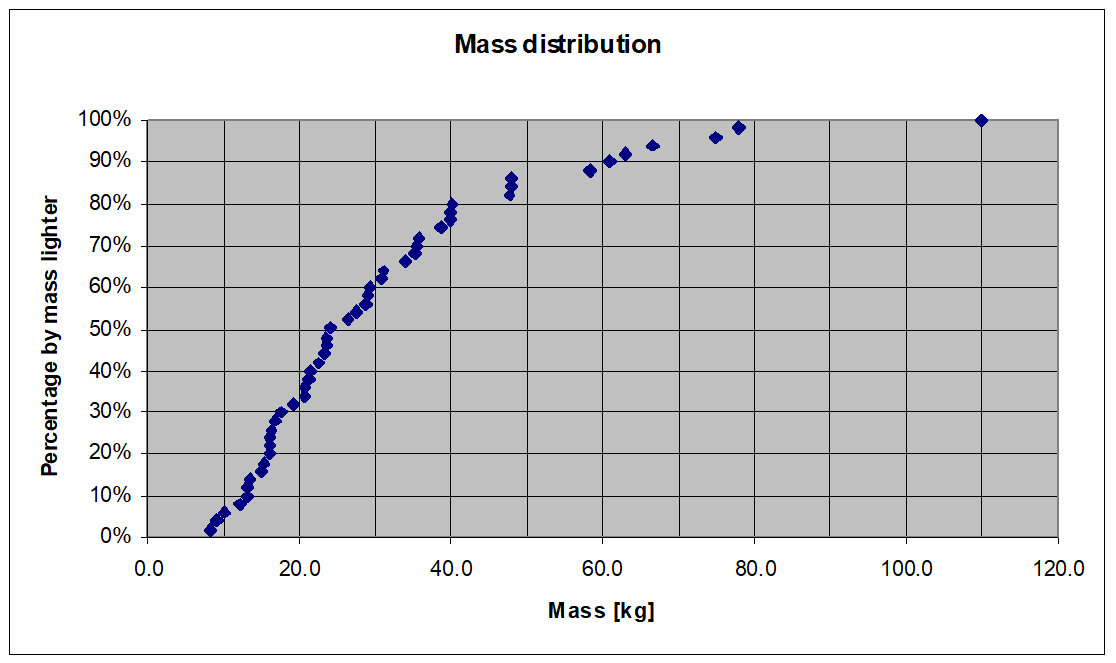
Verdeling van de gewichten van de 50 stenen

Bij fijnkorrelig materiaal zoals zand wordt de grootte meestal gegeven door de mediane diameter, die bepaald wordt door zeven van het zand. Het maken van een zeefkromme voor waterbouwsteen is niet mogelijk, de stenen zijn te groot om te zeven. Daarom wordt de M50 gebruikt. Deze wordt bepaald door een steekproef stenen te nemen, en van iedere steen de massa te bepalen en deze massa's te sorteren op grootte en een cumulatieve massakromme te maken. In deze kromme is dan de M50 af te lezen. Merk op dat de term mediaan steengewicht feitelijk onjuist is, het is niet zo dat de steen met gewicht M50 ook de middelste steen van de steekproef is.
Als voorbeeld hierbij een monster van 50 stenen uit een steengroeve in Bulgarije. De blauwe rechthoek heeft formaat A4. Alle stenen zijn individueel gewogen, en hun massa is uitgezet in bijgaande grafiek. Horizontaal staat de individuele steenmassa,  en verticaal de cumulatieve massa als percentage van de totale massa van het monster. Bij 50% is de M50 af te lezen, dit is 24 kg. De echte mediaan van dit monster is de gemiddelde massa van steen 25 + 26. In dit specifieke voorbeeld scheelt dat niet veel met de M50, de mediane massa is 26 kg.
Hoewel vaak gedacht is de mediane massa M50 niet gelijk aan de gemiddelde massa zonder scherven MEM. De verhouding tussen M50 en MEM varieert van 1,1 voor zware sorteringen (1000–3000 en zwaarder) tot 1,4 voor 5–40kg sorteringen. Bij de brede 15–300kg sortering is de verhouding zelfs groter dan 1,5. Zie tabel 3.6 van de Rock Manual.
| Klassenaam (kg) | Verhouding M50/MEM |
| --------------- | ------------------ |
| 15–300          | 1,570              |
| 40–400          | 1,386              |
| 10–60           | 1,352              |
| 60–300          | 1,243              |
| 300–1000        | 1,163              |
| 1000–3000       | 1,099              |
| 3000–6000       | 1,054              |
| 6000–10000      | 1,024              |
| 10000–15000     | 1,002              |

## Nominale diameter
Omdat in veel ontwerpformules geen steengewicht maar een diameter is opgenomen, is het nodig om hiervoor een omrekenmethode vast te leggen. Dit is de nominale diameter, dit is de maat van een ribbe van een kubus met hetzelfde gewicht als de steen, dus:
{\displaystyle D_{n}={\sqrt[{3}]{M/\rho }}}
Meestal wordt hiervoor ook de mediane waarde gebruikt: dn50. Over het algemeen kan voor omrekenen de relatie gebruikt worden:
{\displaystyle D_{n50}=F_{s}D_{50}=0.84D_{50}} 
waarin Fs de vormfactor is. Overigens varieert de vormfactor nogal, de range betreft ongeveer 0,7–0,9.
Voor bovenstaand voorbeeld uit Bulgarije is ook de Dn50 bepaald. Omdat de dichtheid van de lokale steensoort (een kalksteen) 2284 kg/m³ is, is de Dn50 dus 22 cm. Merk op dat visueel de steengrootte van het monster veel groter lijkt. Dat komt omdat er een paar grote stenen in zitten, die voor een verkeerd beeld zorgen. 

## Andere parameters
In normblad EN13383 worden nog veel meer parameters beschreven die de kwaliteit van waterbouwsteen vastleggen, zoals een vormparameter (Lengte/Dikte), weerstand tegen breken, waterabsorptievermogen etc. Belangrijk is om te realiseren dat het normblad aangeeft hoe de kwaliteit van waterbouwsteen moet worden omschreven, maar niet welke kwaliteit noodzakelijk is voor een bepaalde toepassing. Dit laatste staat in ontwerphandleidingen en ontwerprichtlijnen, zoals de 'Rock Manual'. 

## Bepaling benodigde steengewicht
Voor berekening van het benodigde gewicht onder invloed van golfslag kan de (verouderde) Hudson-formule of de Van der Meer-formule gebruikt worden. Voor berekening van het steengewicht in stroming wordt de Izbash-formule aanbevolen.